# Estudis Pinewood
Pinewood Studios (català: Estudis Pinewood) són uns estudis de cinema i televisió britànics situats al comtat de Buckinghamshire prop de Londres. La primera pel·lícula realitzada data del 1936. La companyia de producció de pel·lícules de James Bond, EON Productions, hi té la seu.

## Produccions
Als Estudis Pinewood es van produir, entre altres pel·lícules, les sèries de Batman, Superman i James Bond (amb un estudi dedicat a l'etapa 007). Algunes produccions dels estudis Pinewood són:
- Talk of the Devil (1939)
- Narcís negre (Black Narcissus) (1947)
- Oliver Twist (1948)
- The Red Shoes (1948)
- The Blue Lagoon (1949)
- La importància de ser franc (The Importance of Being Earnest) (1952)
- Genevieve (1953)
- A Town Like Alice (1956)
- The Spanish Gardener (1956)
- A Night to Remember (1958)
- Carry On Nurse (1959)
- Tiger Bay (1959)
- Objectiu: Banc d'Anglaterra (The League of Gentlemen) (1960)
- Peeping Tom (1960)
- Whistle Down the Wind (1961)
- 007:Agent 007 contra el Dr. No (1962)
- Des de Rússia amb amor (1963)
- Goldfinger (1964)
- Operació Tro (1965)
- L'expedient Ipcress (The Ipcress File) (1965)
- Fahrenheit 451 (1966)
- Arabesque (1966)
- Només es viu dues vegades (1967)
- Carry On Doctor (1967)
- Chitty Chitty Bang Bang (1968)
- Dracula Has Risen from the Grave (1968)
- Carry On Camping (1969)
- Battle of Britain (1969)
- 007 al servei secret de Sa Majestat (1969)
- The Private Life of Sherlock Holmes (1970)
- Diamants per a l'eternitat (1971)
- L'empremta (1972)
- Madame Sin (1972)
- Frenesí (1972)
- Petit conte de fantasmes (The Amazing Mr Blunden) (1972)
- Vampire Circus (1972)
- The Day of the Jackal (1973)
- Viu i deixa morir (1973)
- Space 1999 (TV) (1974-76)
- L'home de la pistola d'or (1974)
- L'home que volia ser rei (1975)
- L'espia que em va estimar (1977)
- Superman (1978)
- The Shining (1980)
- Només per als teus ulls (1981)
- Lluita de titans (Clash of the Titans) (1981)
- Pink Floyd The Wall (1982)
- Victor/Victoria (1982)
- Octopussy (1983)
- Santa Claus: The Movie (1985)
- Panorama per matar (1985)
- Legend (1985)
- La botiga dels horrors (Little Shop Of Horrors) (1985)
- Aliens (1986)
- The Living Daylights (1987)
- Full Metal Jacket (1987)
- Hellraiser (1987)
- Hellbound: Hellraiser II (1988)
- Batman (1989)
- Interview with the Vampire: The Vampire Chronicles (1994)
- Missió: Impossible (1996)
- The Saint (1997)
- El demà no mor mai (1997)
- Event Horizon (1997)
- The Fifth Element (1997)
- The World Is Not Enough (1999)
- Eyes Wide Shut (1999)
- Jesus Christ Superstar (2000)
- Mor un altre dia (Die Another Day) (2002)
- Les hores (The Hours) (2002)
- The Phantom of the Opera (2004)
- Charlie i la Fàbrica de Xocolata (2005)
- United 93 (2006)
- Stardust (2006)
- Casino Royale (2006)
- El codi Da Vinci (2006)
- Sweeney Todd: The Demon Barber of Fleet Street (2007)
- L'ultimàtum de Bourne (The Bourne Ultimatum) (2007)
- Mamma Mia! (2008)
- El cavaller fosc (The Dark Knight) (2008)
- Quantum of Solace (2008)
- The Bank Job (2008)
- The Wolfman (2010)
- Harry Potter and the Deathly Hallows: Part I (2010)
- Harry Potter and the Deathly Hallows: Part II (2011)
- La meva setmana amb Marilyn (2011)
- Skyfall (2012)
- Star Wars episodi VII: El despertar de la força (2015)
- Spectre (2015)